# Esbart Joan Rigall de Montbau
L'Esbart Joan Rigall de Montbau va ser un esbart dansaire fundat el 1971 com a secció de la Delegació de Montbau de l'Associació Excursionista d'Etnografia i Folklore (AEEF de Montbau). Prengué el nom en honor de Joan Rigall i Casajuana, músic, compositor i folklorista, que el 1946 va fundar a Barcelona l'AEEF.

## Història
L'Esbart es va constituir sota la direcció del mestre Tomàs Fortuny, ajudat del mestre Jordi Torras. La primera directora va ser Lluïsa Miró, que fou l'ànima de l'Esbart durant pràcticament tota la seva història. La primera actuació va ser als jardins del carrer Poesia amb motiu de la Festa Major de Montbau d'aquell mateix 1971. A partir d'aquell any les cites fixes de l'Esbart serien la Festa Major de Montbau i l'Aplec d'Esbarts a Montserrat, organitzat per l'Obra de Ballet Popular, que l'any 1981 cediria l'organització a l'Esbart Joan Rigall.
El 1979 l'Esbart va organitzar la Primera Setmana de Dansa i Cançó Catalanes, que incloïa les Sis Hores de Dansa, celebrades a l'Esplanada de Montbau (actual Pla de Montbau), amb la participació de tres cobles i nou esbarts.
L'any 1981, amb motiu del vint-i-cinquè aniversari de l'Esbart Mare Nostrum, l'Esbart Joan Rigall va ser convidat a participar en una ballada al Palau de la Música Catalana.
El 1981 també s'institucionalitzà una ballada de l'Esbart per Sant Jordi, a la plaça de davant de l’AEEF, per celebrar la festa del patró de l'entitat.
El 1982, a iniciativa d'Eduard Castell Miró, dansaire i ajudant de direcció de la seva mare Lluïsa Miró, s'organitzà la Trobada d'Esbarts Infantils a Montbau, que esdevindria l'element distintiu de l'Esbart. Durant tot un matí de diumenge es van fer al barri cercaviles i ballades simultànies, i a la tarda del mateix dia hi va haver una ballada conjunta a l'Esplanada. Hi van participar vint-i-sis esbarts –es calcula que cap a dos mil dansaires–, amb els seus acompanyants. D'aquesta trobada se'n van arribar a fer quinze edicions, alguna amb la participació de prop de quaranta esbarts. D'aquestes trobades el Grup d'Estudis Carola en feia un llibre, amb la coreografia de les danses que s'hi havien ballat.
També el 1982 van participar en la inauguració del refugi de muntanya 'Les Perxes', a Sant Julià de Cabrera, a iniciativa de l'AEEF, actuant juntament amb el grup de folk 'Els Troncs', Miquel Cors i el grup coral del Club Excursionista de Gràcia.
El 1991 l'Esbart va rebre el 6è Trofeu de l'Agrupament d'Esbarts Dansaires.
Les últimes referències que es tenen de l'Esbart són de l'any 2007.